# Хідая-Пурам-1
Грама Ніладхарі Хідая-Пурам-1 (№ P/20) — Грама Ніладхарі підрозділу ОС Потувіл, округ Ампара, Східна провінція, Шрі-Ланка.

## Демографія
| Населення (2007) | Населення (2007) | Населення (2007) | Населення (2007) | Населення (2007) |
| Населення        | Чоловіки         | Жінки            | Діти             | Дорослі          |
| ---------------- | ---------------- | ---------------- | ---------------- | ---------------- |
| 1657             | 825              | 832              | 730              | 927              |